# Hilario Fernández Long
Hilario Fernández Long (Bahía Blanca, Provincia de Buenos Aires, Argentina, 12 de septiembre de 1918 - Necochea, Provincia de Buenos Aires, Argentina, 23 de diciembre de 2002) fue un ingeniero y educador argentino; miembro del Partido Demócrata Cristiano.

## Biografía
Su vida profesional estuvo dedicada a la ingeniería estructural, educación  e investigación. 
Hombre de ciencia y valores cristianos profundos quien dejó huella en todo aquel quien pasó por su camino.
Intervino, entre otros proyectos, en la Biblioteca Nacional, el edificio de IBM en Buenos Aires, y los puentes Zárate-Brazo Largo y Chaco-Corrientes. 
Fue un pionero en la introducción de herramientas informáticas en la disciplina. También ha sido autor de numerosas publicaciones técnicas y de Manual de Go e Introducción al Go que fueron vitales para la introducción del juego en Argentina.
Además de su actividad docente en varias universidades, fue decano de la Facultad de Ingeniería y rector de la Universidad de Buenos Aires. 
En 1966, luego del golpe de Estado de Juan Carlos Onganía renunció a su cargo al verse avasallada la autonomía universitaria en la noche de los Bastones Largos que cerró la época dorada de esa universidad. Su compromiso se extendió en el tiempo, y en 1983 aceptó su nombramiento como miembro de la CONADEP.
Fue nombrado Profesor Emérito de la Universidad de Buenos Aires, y de la Universidad Católica Argentina y doctor honoris causa de la Universidad de Buenos Aires. 
Perteneció además a numerosas instituciones:
- Asociación de Ingenieros Estructurales (miembro honorario)
- Academia Nacional de Ciencias Exactas, Físicas y Naturales (miembro de número)
- Academia Nacional de Educación (miembro de número)
- American Society of Civil Engineers (life member)
- Asociación Argentina de Go (miembro fundador)
- Centro Argentino de Ingenieros
- Asamblea Permanente por los Derechos Humanos - APDH (miembro del consejo de presidencia)

En 2003 fue galardonado en forma póstuma con el Premio Konex de Honor de Ciencia y Tecnología.
| Predecesor: Julio H. G. Olivera | Rector de la UBA 1965-1966 | Sucesor: Luis Botet |